# Aguirre, hněv Boží
Aguirre, hněv Boží (v originále Aguirre, der Zorn Gottes) je hraný film z roku 1972, který režíroval Werner Herzog podle vlastního scénáře. Snímek měl světovou premiéru 29. prosince 1972.

## Děj
V 16. století se španělská expedice vydává na příkaz Pedra de Ursúa hledat Eldorado. Lope de Aguirre, jeden z jeho poručíků, se staví proti jeho autoritě. Když Ursúa nařídí zastavit pátrání, Aguirre proti němu zahájí vzpouru za pomoci jiného šlechtice Fernanda de Guzmán. Nechá popravit stoupence bývalého vůdce, s výjimkou samotného Ursúa, kterého Guzmán ušetří. Zbývající muži pod rozkazem Aguirreho a Guzmána nasednou na vor a odjíždějí po řece v naději, že najdou zlaté město.

## Obsazení
| Klaus Kinski       | don Lope de Aguirre    |
| Helena Rojo        | Inés de Atienza        |
| Del Negro          | don Gaspar de Carvajal |
| Ruy Guerra         | don Pedro de Ursúa     |
| Peter Berling      | don Fernando de Guzmán |
| Cecilia Rivera     | Flores de Aguirre      |
| Daniel Ades        | Perucho                |
| Armando Polanah    | Armando                |
| Edward Roland      | Okello                 |
| Alejandro Repullés | Gonzalo Pizarro        |
| Justo González     | González               |

## Ocenění
- César: nominace v kategorii nejlepší zahraniční film
- Francouzský syndikát filmových kritiků: Cena Léona Moussinaca